# Ward River (Langlo River)
Der Ward River ist ein kleiner Fluss im Süden des australischen Bundesstaates Queensland.
Er entspringt im südlich der Stadt Tambo und fließt nach Süden, wo er in den westlichen Randbezirken von  Charleville  in den Langlo River mündet.